# 段嶷
段嶷（?—?），唐朝隴州汧陽（今陝西省千陽县西）人，段秀实之孙。
大和四年（830年）十一月辛未朔壬子，唐文宗以左金吾卫大将军段嶷为义成军节度使。段嶷自郑滑义成军节度使任满，入朝为右金吾卫大将军，封西平郡公。甘露之变，段嶷当被诛杀，裴度上奏说段嶷是忠臣之后，应该免死，贬为循州司马。